# Sesgo de memoria
Un comportamiento sesgado en la memoria es un tipo de sesgo cognitivo, el cual puede mejorar o por el contrario desvirtuar las llamadas o peticiones a la memoria. El sesgo en la memoria puede alterar el contenido de lo que hemos recordado y hacernos notificar a los demás hechos que son erróneos. Se ha considerado que la característica que diferencia al confabulador del mentiroso es la intención de engañar del segundo

## Tipos de confabulaciones
Existen varios tipos de confabulaciones:
1. Confabulaciones provocadas o forzadas. Se dan cuando se necesitan rellenar lagunas de memoria, lo cual puede suceder cuando se presenta algún test. Son parecidas a los errores que una persona sana puede presentar cuando intentar memorizar algo con un intervalo de retención prolongado, y pueden representar una respuesta habitual según una memoria alterada.[2]
2. Confabulaciones espontáneas. Estas suelen presentarse en pacientes enfermos (que padecen alguna enfermedad de memoria); como por ejemplo las personas que sufren de amnesia.
3. Confabulaciones momentáneas. Hace referencia a las afirmaciones que se realizan cuando se cuestiona a alguien. Estas confabulaciones se relacionan con escenarios de la vida real, es decir no son de contenido fantástico pero suelen ser incompatibles con las circunstancias y el estado de la persona que la dice. Por ejemplo, el paciente puede relatar que va a realizar un viaje al extranjero cuando, en realidad, está internado en el hospital.[2]
4. Confabulaciones fantásticas. Estas confabulaciones se caracterizan por no tener ninguna relación con la realidad. Esta clase de confabulaciones son comunes en pacientes que sufren de demencia.

## Tipos de errores
- Sesgo de la elección comprensiva - Es un error visto en la memoria cuando las personas son más propensas a recordar los atributos positivos si estos forman parte de una elección tomada y aceptada por ellos que por una que han rechazado. En caso de haber rechazado la opción no consiguen recordar tan bien los aspectos positivos de la misma. Los adultos son más propensos que los jóvenes a este tipo de error de la memoria.
- Efecto aula - Establece que una proporción del rendimiento de los estudiantes es explicado por un buen ambiente en el aula y el profesor en lugar de deberse puramente a factores individuales. En este caso el efecto cognitivo en la memoria es positivo.
- Efecto contextual - Establece que los procesos cognitivos y la memoria son dependientes del contexto, como que los recuerdos fuera de contexto o no relacionados son más difíciles de recordar que los recuerdos relacionados o con contexto mnemotécnico.
- Efecto del humor - Establece que los temas u objetos con gracia son más fáciles de recordar que aquellos que no lo son.
- Amnesia infantil - Es la imposibilidad de retención de algunos recuerdos con edad anterior a los dos años.
- Efecto generación - La información generada por uno mismo es mejor recordada que la generada por otros.
- Efecto de niveles de procesamiento - Diferencia en diferentes grados o niveles de efectividad de los diferentes métodos de codificación de la información en la memoria. Es una forma general de definir los sesgos que las diferentes formas o métodos para memorizar tienen. Véase a nemotecnia o efecto contextual.
- Efecto por exposición - Este efecto consiste en que la familiaridad de un signo u objeto incrementa la capacidad de asociación o memorización.
- Efecto de información errónea - La información errónea o extra afecta a las descripciones recordadas de las personas. Ej. Si se preguntaba a qué velocidad iba el coche cuando se destrozó con el otro, es decir, se añade el verbo destrozar. La mayoría de las personas a las que después se les preguntó si habían visto cristales rotos, contestaban sí, cuando en realidad no los había habido. Sin embargo, si se obviaba la primera pregunta las personas conseguían recordar con mayor precisión que no hubo cristales rotos.
- Efecto de modalidad - Cuando se recuerda es más fácil hacerlo para los últimos elementos de una lista si esta ha sido recibida via dictado que cuando estos elementos fueron recibidos vía lectura.
- Sesgo de memoria por estado fisiológico - El estado corporal o estado de ánimo afecta congruentemente con la capacidad para recordar.
- Inhibición de memoria - Es la habilidad para no recordar información que es irrelevante. Es una capacidad crítica del sistema de memoria. Ejemplo de falta de inhibición de memoria: si cuando una persona intenta recordar donde aparcó el coche ésta recuerda todos las veces anteriores en las que ha aparcado el coche. Esto no es beneficioso, ya que para recordar algo no sólo es esencial recibir la información relevante al asunto, sino también inhibir activamente la información irrelevante. De esta forma si se leen dos listas y se pide que se recuerde sólo una, es posible que los elementos de ambas listas se mezclen.
- Efecto de superioridad visual - Los conceptos son mucho más fáciles de recordar si estos son presentados en imágenes en lugar de palabras.
- Efecto positivo - Es la tendencia o sesgo de algunas personas de atribuir o recordar comportamientos positivos inherentes en las personas que les gustan.

## Teorías explicativas
1. Teoría de la temporalidad. Esta teoría propone que una persona que confabula sufre de un sentido de cronología distorsionados. Lo que quiere decir que las personas recuerda lo que pasó pero no el orden en que pasó. Esto debido a que en diversos estudios se ha probado que la mayoría de confabulaciones encuentran su origen en un recuerdo verdadero pero mal situado.[3]
2. Teoría de la recuperación. Según esta teoría, las confabulaciones se generan debido a un déficit en el proceso de recuperación de la memoria.[4]